# Yguazú
Yguazú è un centro abitato del Paraguay, nel Dipartimento dell'Alto Paraná. Forma uno dei 20 distretti del dipartimento. 

## Popolazione
Al censimento del 2002 Yguazú contava una popolazione urbana di 3.042 abitanti (8.748 nel distretto).